# Begonia acetosa
Begonia acetosa es una especie de planta perenne perteneciente a la familia Begoniaceae. Es originaria de Sudamérica.

## Distribución
Se encuentra en Brasil en la Mata Atlántica en Río de Janeiro.

## Taxonomía
Begonia acetosa fue descrita por José Mariano da Conceição Vellozo y publicado en Florae Fluminensis Icones 10, pl. 50. 1827.
Etimología
Begonia: nombre genérico, acuñado por Charles Plumier, un referente francés en botánica, honra a Michel Bégon, un gobernador de la excolonia francesa de Haití, y fue adoptado por Linneo.
acetosa: epíteto que procede del término latino acetum que significa "vinagre, acre".